# Rinsennock
Rinsennock är en bergstopp i Österrike.   Den ligger i distriktet Feldkirchen och förbundslandet Kärnten, i den centrala delen av landet, 240 km sydväst om huvudstaden Wien. Toppen på Rinsennock är 2 334 meter över havet, eller 433 meter över den omgivande terrängen. Bredden vid basen är 3,7 km.
Terrängen runt Rinsennock är varierad. Runt Rinsennock är det ganska tätbefolkat, med 54 invånare per kvadratkilometer.. Närmaste större samhälle är Radenthein, 15,2 km sydväst om Rinsennock. 
I omgivningarna runt Rinsennock växer i huvudsak blandskog.